# Maco
Maco (Macu, Máco, Máko, Maku), pleme američkih Indijanaca porodice Salivan, naseljeno u nekoliko sela na pritokama Ventuarija u Venezueli, na rijekama Wapuchi, Paru, Yureba i Marieta. Njihova populacija iznosi 2,500 (2002 Miller). Po drugim podacima etničkih ima 511 (OCEI 1985) Jezično su najsrodniji plemenima Piaroa. Sela: Marueta, Wapuchi, Porvenir, Tavi-Tavi, Mariche i Morocoto.  Ne smiju se pobrkati s plemenima koja nose imena Macu ili Maku iz porodice Puinave-Maku i plemenom Makú koji čine samostalnu porodicu. Jezik im se zove i mako, itoto, wotuja ili jojod.